# Blackfire
Blackfire, alter ego di Komand'r, è un personaggio immaginario dei fumetti pubblicati dalla DC Comics, creato da Marv Wolfman e dal disegnatore George Pérez nel 1980, per le pagine di The New Teen Titans (vol. 1) n. 22 (agosto 1982).

## Biografia del personaggio
Komand'r è nata sul pianeta Tamaran, ed è la sorella maggiore di Koriand'r (Starfire).
Komand'r è vittima di una misteriosa malattia che inibisce la sua naturale capacità di volo, rendendola una reietta all'interno della società del pianeta, tradirà il suo popolo e lo venderà ai Citadel. Durante la fuga di Koriand'r, sua sorella cercherà di fermarla, solo per finire rapita con quest'ultima dalla razza scienziata nota come Psion. Questi modificheranno il corpo delle principesse arrivando così a donargli il loro potere di emettere raggi stellari. Koriand'r prenderà il nome di Starfire, mentre Komand'r quello di Blackfire, e le due, anche perché innamorate entrambe di Dick Grayson, diventeranno acerrime nemiche.

## Poteri e abilità
Komand'r come sua sorella Koriand'r, possiede la capacità di assorbire ogni linguaggio per contatto fisico, che sia un bacio o una stretta di mano. Inoltre possiede il potere di volare, un alto grado di superforza, alta resistenza ai danni, di agilità e velocità impressionanti e il potere di lanciare devastanti raggi di energia dalle mani e dagli occhi. Inoltre è anche dotata di un grande fascino, ma è anche un'abilissima stratega, un'esperta combattente e un'eccezionale manipolatrice.

## Serie animate
Blackfire è una degli antagonisti della serie Teen Titans e Teen Titans Go!. Nella prima serie viene inizialmente chiamata Amalia per poi essere chiamata Stella Nera. Mentre nella seconda serie parodistica viene chiamata sempre Stella Nera.